# Whitney Straight
Whitney Willard Straight, né le 6 novembre 1912 à New York et décédé le 5 avril 1979 à Fulham (Londres) à 66 ans, était un pilote automobile sur circuits et aviateur, homme d'affaires anglo-américain membre de la famille Whitney.

## Biographie

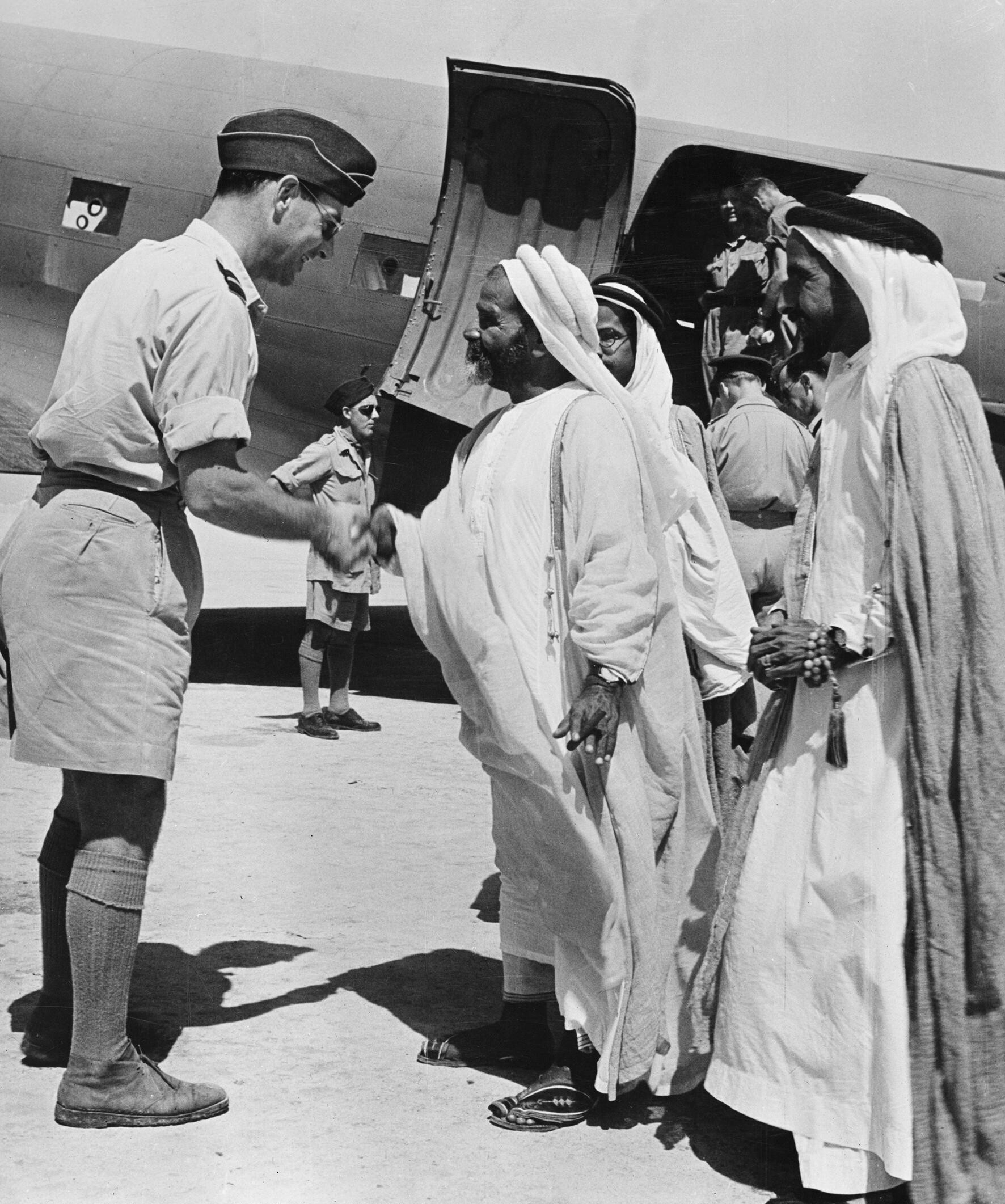
W. Straight disant adieu au Sheikh Khalifa et à ses deux fils, membres de la famille régnante du Bahreïn (janvier 1945).

Son père, Willard Dickerman Straight (en), major dans l'armée américaine meurt en France en 1918 lors de l'épidémie de grippe espagnole, alors qu'il n'est âgé que de six ans.
Sa mère, l'héritière et philanthrope Dorothy Payne Whitney, se remarie avec un agronome anglais en 1925, puis la famille part vivre en Grande-Bretagne, tous ses membres devenant alors citoyens britanniques (lui-même en 1936). Alors qu'ils habitent à Dartington Hall (Londres), Willard suit une scolarité dans l'école fondée par ses parents, avant de partir au Trinity College de l'université de Cambridge. Il épouse la fille du 14e comte de Winchilsea en 1935 et ont deux filles. Il est également le père de Barney Barnato Walker dont la mère est la célèbre aviatrice Diana Barnato Walker, première femme britannique à franchir le mur du son et fille d'un autre pilote célèbre, Woolf Barnato.
Étudiant à l'université de Cambridge, il démarre en 1931 la compétition automobile sur Riley Brooklands à Shelsley Walsh (circuits de Southport et de Brooklands), puis vit son premier Grand Prix en 1932 sur Maserati lors du Grand Prix d'hiver de Suède (sur glace), marque à laquelle il reste fidèle à de très rares exceptions près en 1933, en Suède au Grand Prix d'été et à la Coppa Acerbo.
À la suite de son premier succès en Grand Prix à Brooklands en fin de saison, il décide de créer sa propre écurie, en novembre 1933 à 21 ans. Au sein de son team privé, le Whitney Straight Ltd (doté de deux Maserati), il a pour équipier le Britannique Hugh Hamilton (en) et Richard Seaman. Les deux voitures 8CM étaient peintes en bleu et blanc dans les épreuves internationales et Straight, transporte lui-même dans son avion les membres de l'équipe lors de la plupart des épreuves. En 1935, ses négociations pour acheter l'Auto Union Type A achoppent (l'une des premières Flèches d'Argent) et il quitte la compétition sur l'insistance de sa jeune épouse, entraînant également l'arrêt de cette activité pour ses employés. Il vient alors de terminer sa saison par une cinquième victoire en Grand Prix en deux années à peine (durant le temps d'interruption du Championnat d'Europe des pilotes), en Afrique du Sud, alors qu'il a disputé une vingtaine de courses en moins de trois saisons, et plus de Grand Prix qu'aucun autre Américain avant le second conflit mondial.

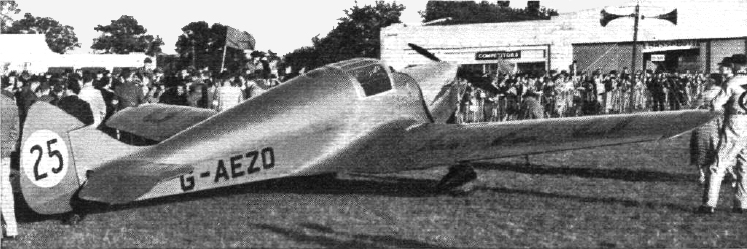
Un Miles Whitney Straight en 1937.

Son autre passion est l'aviation. À peine âgé de 16 ans il avait déjà plus de 60 heures de vols solo à son actif, alors qu'il ne pouvait être licencié. La vingtaine franchie, il écume les aéro-clubs et les aérodromes de toute la Grande-Bretagne, en tant que président de la Straight Corporation Limited. En 1936, il aide au développement de l'avion Miles Whitney Straight (en) (le M.11), et le 18 octobre 1938 sa société prend le contrôle de la Western Airways de Norman Edgar. Devenu transporteur aérien commercial, son entreprise passe pour transporter plus de passagers que l'Imperial Airways dans les années 1930, sur de courtes lignes au sein du Royaume-Uni (avions DH Dragon Rapides).
Durant la Seconde Guerre mondiale il est rattaché comme pilote à la Royal Air Force et fait la campagne de Norvège en avril 1940 à la recherche de lacs gelés pour servir de terrains d'atterrissages. Il est sérieusement blessé lors d'un bombardement allemand, puis une fois guéri, participe à la bataille d'Angleterre avec l'escadron 601 : deux avions détruits entre septembre 1940 et avril 1941. Devenu commandant de l'escadron 242, il abat encore un autre avion seul et eut un second partagé, pour deux autres probables pour lui seul. À son tour il est abattu le 31 juillet 1941 au-dessus de la France, et capturé. S'évadant à deux reprises, il rejoint Gibraltar durant l'été 1942 grâce à la Résistance française. En septembre de la même année, devenu Air Commodore (l'équivalent d'un général de brigade aérienne), il est renvoyé au Moyen-Orient. De retour au pays, il est libéré par l'armée à la fin de l'année 1945.
Il exerce alors entre autres de hautes responsabilités comme président du Royal Aero Club, vice-président de la British European Airways (BEA) à sa création en 1946, directeur du personnel de la British Overseas Airways Corporation (BOAC) en juillet 1947 (vice-président du conseil d'administration en 1949), et vice-président de Rolls-Royce. Dans cette dernière société, il découvre la vente secrète de 40 moteurs à l'Union soviétique par le gouvernement d'après-guerre travailliste de Clement Attlee. Copiant la technologie britannique, les Russes équipent ainsi leurs chasseurs Mig de nouveaux moteurs à réaction. Straight poursuit le gouvernement soviétique pour violation de copyright. Le montant réclamé est de 200 millions de Livres, dont il ne reçoit pas le moindre début d'indemnisation pour Rolls-Royce.
Il attribue un Whitney Straight Award en 1967 à la Royal Aeronautical Society, en reconnaissance pour ses efforts dans la promotion du rôle de la femme au sein de l'aviation britannique.
Aux États-Unis, son cousin Cornelius Vanderbilt Whitney a été président de l'Aviation Corporation of America, devenue la Pan American Airways.

## Palmarès (exclusivement sous nationalité américaine)

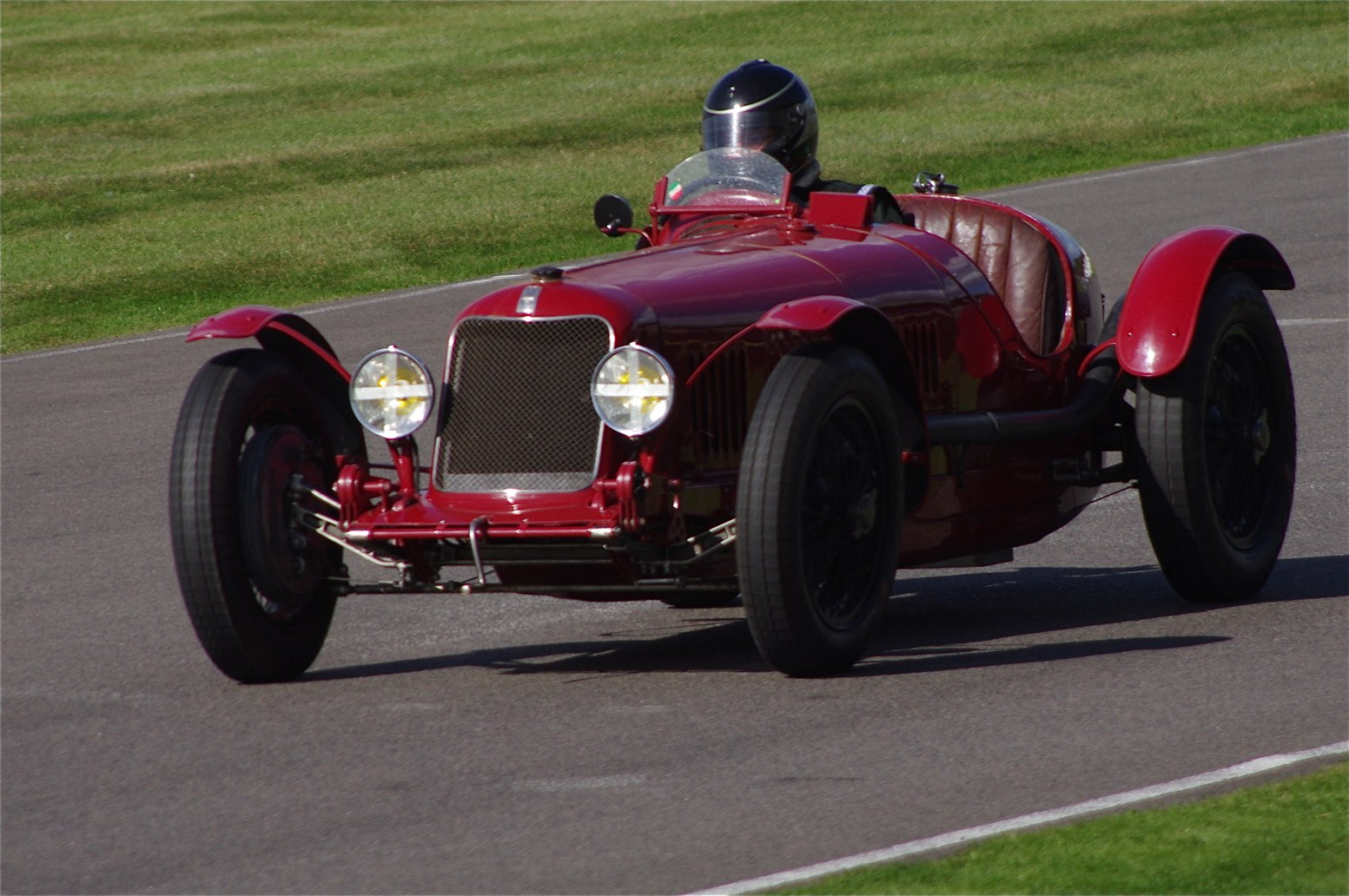
Une Maserati Tipo 26M (ici avec phares).

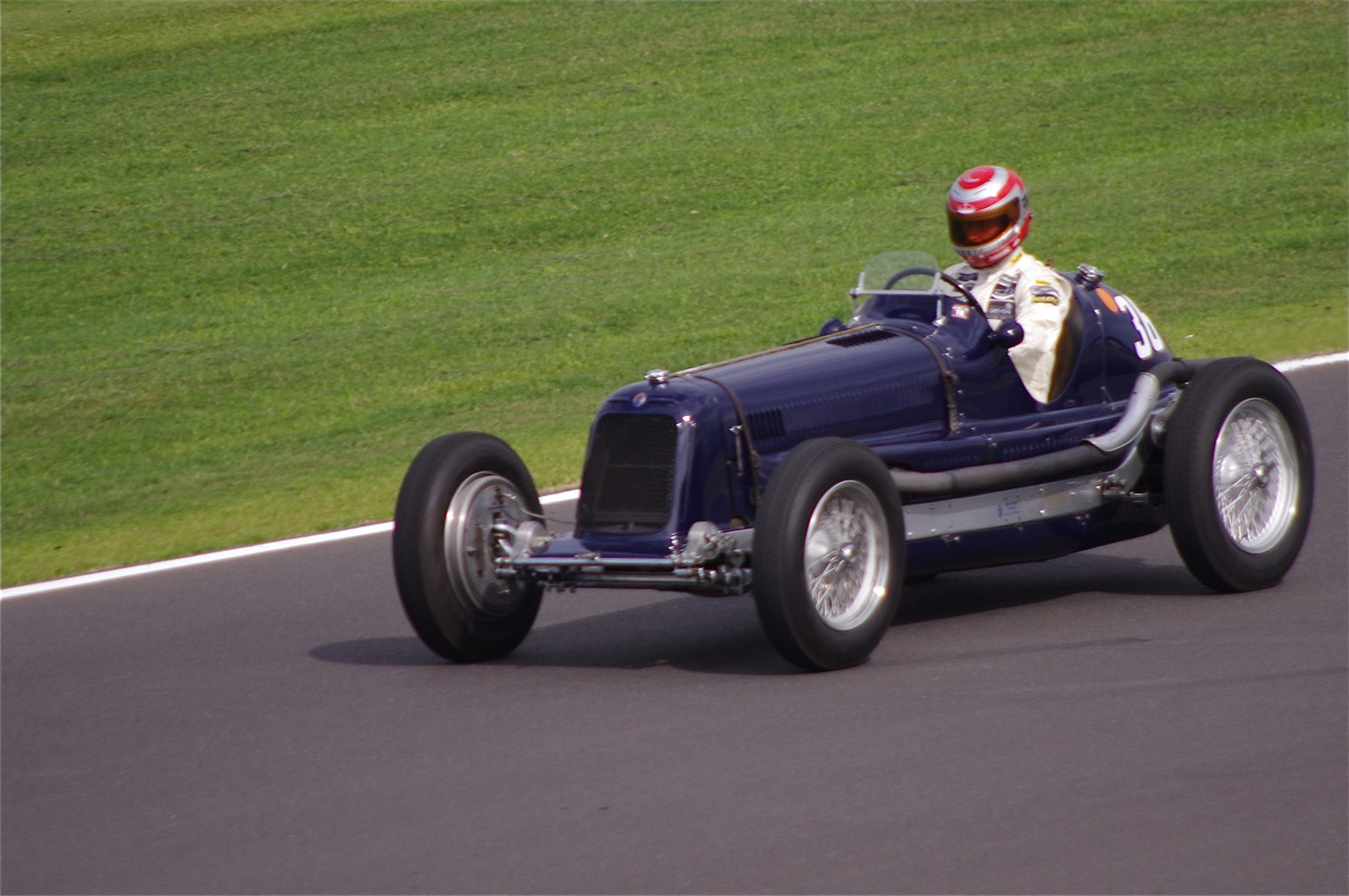
Une Maserati 8CM.

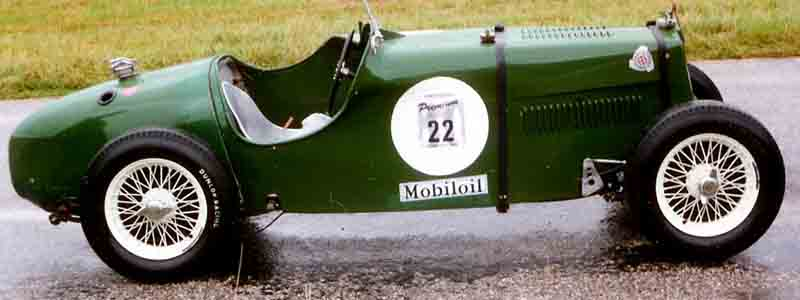
Une MG Magnette de 1933.

- Grand Prix (5 victoires pour 9 podiums) :
  - Norfolk Lightning Mountain Handicap - 12 miles 1932 sur Bugatti (mars, Brooklands)
  - Second Addlestone Mountain Handicap - 6 miles 1933 sur Maserati (avril, Brooklands)
  - Meilleur temp en course du JCC International Trophy 1933, sur Maserati (Brooklands)
  - Mountain Championship 1933 et 1934, sur Maserati Tipo 26 M au circuit de Brooklands
  - JCC International Trophy 1934, sur Maserati Tipo 26 M 3,0 l à Brooklands (course à handicap)
  - Donington Park Trophy 1934, sur Maserati Tipo 26 M à Donington Park
  - 1er Grand Prix d'Afrique du Sud 1934, sur Maserati Tipo 26 M à East London au circuit du Prince George (ou circuit de Buffalo, de 16 miles, dans une course à handicap)
  - Mountain Championship Scratch Race - 12 miles: 1934, sur Maserati (Brooklands)
  - Record Holders' Mountain Handicap: 1934, sur Maserati (Brooklands)
  - 2e du Grand Prix d'été de Suède 1933, sur Alfa Romeo 8C 2300
  - 2e du Grand Prix d'Albi 1933, sur Maserati Tipo 26 M
  - 2e du BRDC British Empire Trophy 1933, sur Maserati
  - 2e du Grand Prix de Vichy 1934, sur Maserati 8CM
  - 3e du Grand Prix du Comminges 1934, sur Maserati 8CM (à Saint-Gaudens)
  - 4e du Grand Prix de Monza 1933, sur Maserati Tipo 26 M
  - 4e du Grand Prix automobile de la Marne 1933, sur Maserati Tipo 26 M
  - 4e du Grand Prix de Casablanca 1934, sur Maserati 8CM
  - 4e du Grand Prix automobile de Montreux 1934, sur Maserati 8CM
  - 7e du Grand Prix automobile de Monaco 1934, sur Maserati 8CM
  - 8e du Grand Prix automobile d'Italie 1934, sur Maserati 8CM
  - 11e du Grand Prix automobile d'Italie 1933, sur Maserati Tipo 26 M
- Courses de côte (3 victoires) :
  - Course de côte du Mont Ventoux 1933, sur Maserati 8CM
  - Shelsley-Walsh "Autumn" 1933, sur Maserati 8CM (Pays de Galles)
  - Shelsley-Walsh "Spring" 1934, sur Maserati 8CM (Pays de Galles)[2]
- Autres victoires :
  - Brighton Speed Trials (en) 1933, sur Maserati
  - Coppa Acerbo 1933, classe 1,1 l, sur M.G. Magnette (à Pescara)

## Record du monde
- Décembre 1934 : 223,216 km/h sur voiture de classe C 3,0–5,0 l) au circuit de Brooklands lors de l'une de ses démonstrations publiques[3].

## Honneurs et distinctions
- Croix militaire (1941)
- Distinguished Flying Cross (1941)
- Croix de guerre norvégienne avec l'épée (1942)
- Citation militaire britannique (1943)
- Commandant de l'ordre de l'Empire britannique (1944)
- Officier de la Legion of Merit américaine (1946)
- Membre de la Royal Society of Arts
- Membre de la Royal Geographical Society